# エドワード・シーモア (初代ハートフォード伯)
初代ハートフォード伯エドワード・シーモア（Edward Seymour, 1st Earl of Hertford, KG, 1539年5月22日 - 1621年4月6日）は、イングランドの貴族。父はエドワード6世の下で護国卿を務めたサマセット公エドワード・シーモア、母はサー・エドワード・スタンホープの娘アン。

## 生涯
1552年に父がウォリック伯ジョン・ダドリー（後にノーサンバランド公）らに捕らえられ処刑されるとサマセット公位を始め爵位は没収されたが、1559年に新設の形でハートフォード伯・ビーチャム男爵に叙せられた。しかし、1560年にヘンリー7世の曾孫に当たるキャサリン・グレイ（サフォーク公ヘンリー・グレイとメアリー・テューダーの娘フランセスの次女でジェーン・グレイの妹）と秘密結婚したため、エリザベス1世の怒りを買いロンドン塔へ投獄された。ただ、獄中にもかかわらず妻の下を訪れていて、1561年に長男エドワード・シーモアが誕生、1563年に次男トマスが生まれている。
1568年にキャサリンが死亡すると釈放されたが、息子2人は庶子とされ王位継承権は無いものと決められた。1582年にフランセス・ハワードと再婚した際、子供達を嫡子に格上げしようとして再び捕らえられ、1598年にフランセスが亡くなり失敗に終わった。1601年にハワード子爵トマス・ハワードの娘フランセスと3度目の結婚、フランセスとの間に子供が無いまま1621年に死去した。1612年に長男エドワードに先立たれていたため、ハートフォード伯位は孫のウィリアムが継承、サマセット公位も継いで復権を果たした。
王位継承権を継ぐ可能性があった女性と結婚したためエリザベス1世に警戒されたが、ウィリアムもエドワードと同じ行動に走って危機を招いた。1610年にジェームズ1世の従妹でレノックス伯チャールズ・ステュアートの娘アラベラと秘密結婚を挙げたが、ジェームズ1世に知られてロンドン塔へ投獄、アラベラ死去により1616年に釈放された。シーモア家は2度にわたる危機を回避したが、王家と遠縁に当たることから王位を継ぐ可能性があり、玄孫で第6代サマセット公のチャールズ・シーモアはシーモア家が公爵に留まっていたことに苛立っていたといわれる。